# Celleporella cancer
Celleporella cancer är en mossdjursart som först beskrevs av Hutton 1873.  Celleporella cancer ingår i släktet Celleporella och familjen Hippothoidae. Inga underarter finns listade i Catalogue of Life.